# راي سانتياغو
راي سانتياغو (بالإنجليزية: Ray Santiago)‏ هو ممثل أمريكي، ولد في 9 يونيو 1984 في ذا برونكس في الولايات المتحدة.

## أعمال

### أفلام
- (2004) قابل آل فوكر[4][5]
- (2010) صغار عائلة فوكرز[6][7]

## وصلات خارجية
- راي سانتياغو على موقع IMDb (الإنجليزية)
- راي سانتياغو على موقع قاعدة بيانات الفيلم (الإنجليزية)